# The Occidental Observer
The Occidental Observer är en amerikansk högerextrem onlinepublikation som avhandlar politik och samhälle från ett vitt nationalistiskt och antisemitiskt perspektiv. Dess avsiktsförklaring är att "presentera originalinnehåll som rör teman om vit identitet, vita intressen och västerländsk kultur". Publikationen grundades för att "öppna uttryck för vit identitet och vita intressen (eller europeisk-amerikansk identitet och intressen) sällan går att hitta bland de människor som grundade dessa samhällen och som alltjämt utgör majoriteten". Den drivs av Charles Martel Society.
Kevin B. MacDonald, en pensionerad amerikansk professor i psykologi vid California State University, Long Beach (CSULB), är publikationens redaktör. MacDonald är främst känd för sin användning av evolutionsteorin för att analysera judendomen som en "gruppevolutionär strategi".